# German Waldheim Cemetery

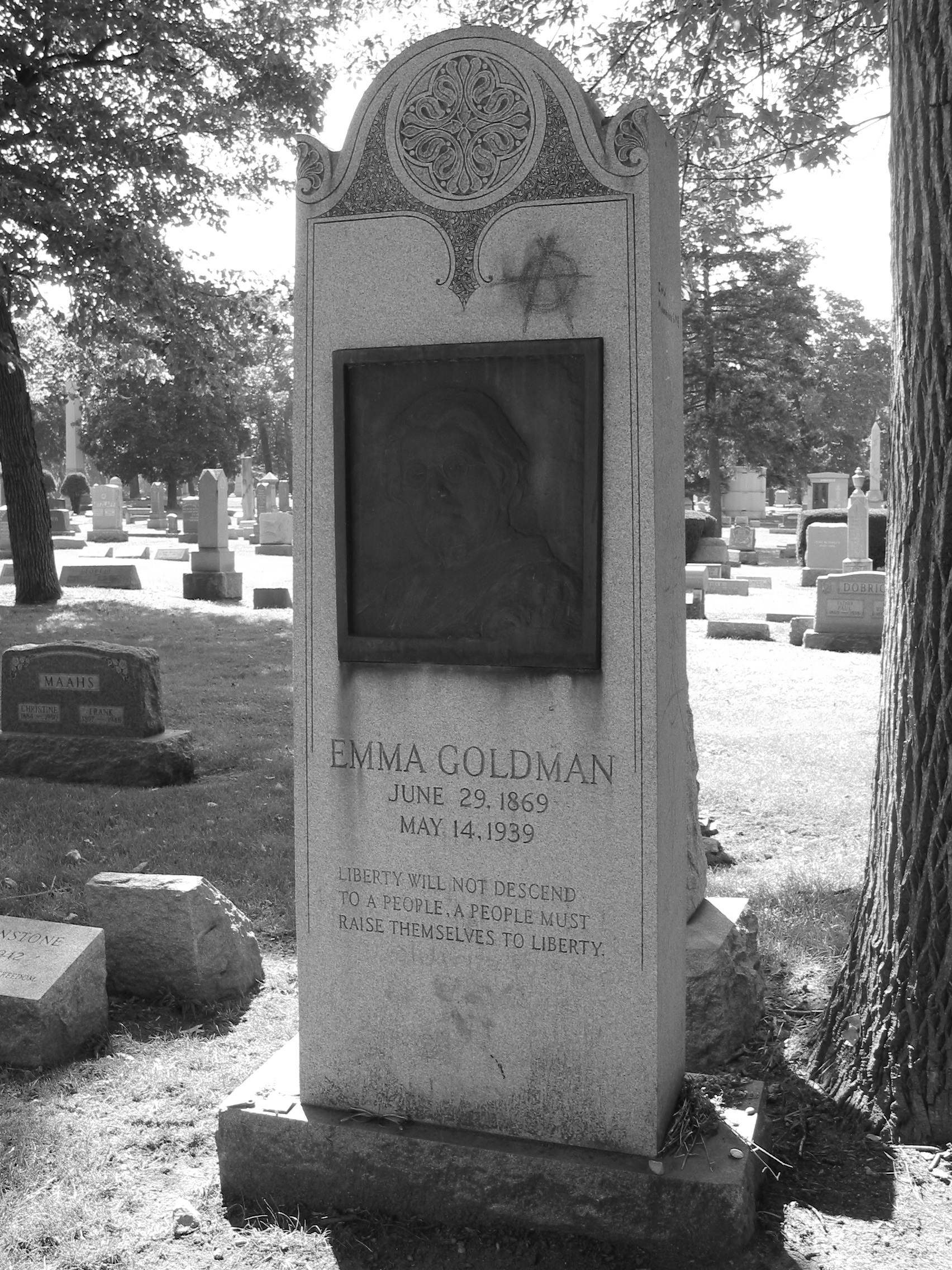
Emma Goldmans grav i German Waldheim Cemetery.

German Waldheim Cemetery, även Waldheim Cemetery, är en begravningsplats som ligger i Forest Park, Illinois, en förstad till Chicago. Den grundades ursprungligen 1873 som en icke religiös bergravningsplats, där frimurare, romer och andra tysktalande immigranter kunde begravas utan hänsyn till religion. År 1969 slogs den ihop med den närliggande Forest Home Cemetery och hela området heter nu Forest Home.
Eftersom Waldheim Cemetery inte var bunden till någon religion valdes den som begravningsplats av döda efter Haymarketmassakern. Sedan de begravdes där har området blivit en pilgrimsplats för anarkister och andra vänstergrupper. Flera kända anarkister och socialister är begravda vid monumentet som rests till minne av massakerns offer, bland andra Joseph Dietzgen, Voltairine de Cleyre, Emma Goldman, Ben Reitman, Lucy Parsons, William Z. Foster och Elizabeth Gurley Flynn.
Den engelska delen av begravningsplatsen, Forest Home, innehåller Billy Sundays grav.